# Business-to-government
Em economia, Business to Governement (B2G) são as transações entre empresa e governo. Os exemplos comuns de B2G são licitações e compras de fornecedores.